# Église Saint-Lazare de Vlahovići
Pour les articles homonymes, voir Église Saint-Lazare.
L'église Saint-Lazare (en serbe cyrillique : Црква светог Лазара ; en serbe latin : Crkva svetog Lazara) est située en Bosnie-Herzégovine, sur le territoire du village de Vlahovići et dans la municipalité de Ljubinje. Elle remonte au Moyen Âge et est inscrite sur la liste des monuments nationaux de Bosnie-Herzégovine.